# Fred the Godson
Frederick Thomas (22 février 1985 - 23 avril 2020), connu sous le nom de Fred the Godson, était un DJ et rappeur américain du Bronx, à New York,.

## Jeunesse
Frederick Thomas est né le 22 février 1985 et a grandi dans le Bronx, à New York. Il y a gagné le surnom de "Big Bronx".

## Carrière
La musique de Thomas était caractérisée par sa voix rauque, ses jeux de mots humoristiques et ses rimes créatives. Au début des années 2010, il sort deux mixtapes, dont Armageddon, en 2010, avec des extraits de The Notorious BIG, Busta Rhymes et Cam'ron. Sa deuxième sortie, City of God, faisait partie d'une série pour Gangsta Grillz de DJ Drama, et mettait en vedette Pusha T et Raekwon.
En 2011, le magazine XXL l'a inclus dans son classement Freshman caractérisant la nouvelle génération d'artistes du domaine.
Entre 2011 et 2020, Thomas a sorti de la musique et s'est produit régulièrement, en tant que DJ invité, sur une station de radio new-yorkaise basée à Hudson, Hot 97 et a collaboré avec des artistes tels que Pusha T, Jadakiss, Cam'ron et Raekwon, tout en participant à la chanson "Monique's Room". Il a sorti deux mixtapes supplémentaires en 2020, Training Day en janvier avec Jay Pharoah, et Payback, sorti le 20 mars 2020, qui sera sa dernière sortie avant sa mort de la COVID-19 un mois plus tard.

## Vie privée
Thomas était marié à LeeAnn Jemmott, ils avaient deux filles.
Thomas souffrait d'asthme aigu et de problèmes rénaux, après avoir contracté la COVID-19 pendant la pandémie de COVID-19 à New York (État), et le 6 avril 2020, sa fièvre avait diminué à l'hôpital, selon son publiciste et son compte Instagram,. Sa femme a déclaré aux médias le 9 avril qu'elle craignait qu'il ne meure, mais le lendemain, elle a déclaré qu'il "allait s'en sortir" et qu'il était oxygéné grâce à un ventilateur.
Thomas est décédé au Montefiore Medical Center le 23 avril 2020 des suites de complications du COVID-19. Il avait 35 ans,,.

### Héritage
Le 22 février 2021, lors de ce qui aurait été son 36e anniversaire, Rubén Díaz Jr. a honoré Fred en lui donnant son propre nom de rue sur le pâté de maisons de sa maison d'enfance dans laquelle il a grandi.